# Cornelis Drebbel

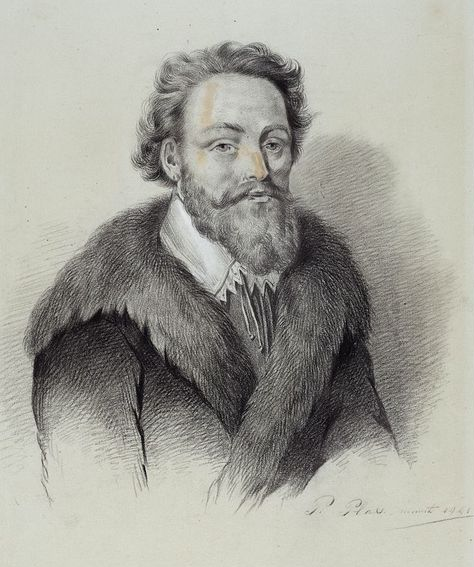
Cornelis Drebbel

Cornelis Jacobszoon Drebbel, född 1572 i Alkmaar i Nederländerna, död 7 november 1633 i London, var en nederländsk uppfinnare och naturforskare.
Drebbel var den första som konstruerade en ubåt som tog sig fram under vattnet. Ubåten tog sig fram med hjälp av tolv åror längs Themsen på omkring fem meters djup. Året var 1624. (Redan på 1400-talet hade Leonardo Da Vinci gjort ritningar på en undervattensbåt, som dock enligt vad man vet aldrig blev byggd.)

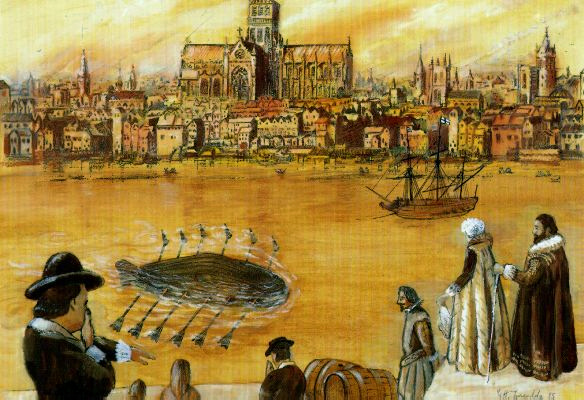
Drebbels ubåt, 1700-talet

År 1621 utvecklade han ett av de första mikroskopen (om inte det första). Mikroskopet, som hade två konvexa linser,  blev en framgång. År 1624 skickade Galileo ett Drebbel-mikroskop till Federico Cesi (1585–1630), en välbärgad man i Rom som skrev en bok, "Apiarum", om bin. Utan mikroskopet hade boken inte kunnat innehålla så mycket ny kunskap.
Drebbel var även författare och skrev "Een kort Tractaet van de Natuere der Elementen" - En kort traktat om elementens natur. Hans experiment med kemi var understundom framgångsrika. Ett exempel är den kemiska termostat som användes för att reglera temperaturen i en primitiv äggkläckningsmaskin. 
Inom populärkulturen har han avbildats ett flertal gånger som galen medeltida uppfinnare med uppfinningar långt före sin tid.